# Журавлёв, Владимир Константинович (легкоатлет)
Влади́мир Константи́нович Журавлёв (род. 22 апреля 1953) — советский украинский легкоатлет, специалист по прыжкам в высоту. Выступал на всесоюзном уровне в 1970-х годах, обладатель серебряной медали чемпионата СССР, победитель первенств всесоюзного и республиканского значения. Представлял Киев и спортивное общество «Авангард».

## Биография
Владимир Журавлёв родился 22 апреля 1953 года. Занимался лёгкой атлетикой в Киеве, выступал за Украинскую ССР и добровольное спортивное общество «Авангард»
Впервые заявил о себе в прыжках в высоту в сезоне 1972 года, когда в составе советской сборной выступил на международном турнире в американском Сакраменто — взял планку в 2,16 метра и выиграл бронзовую медаль.
В 1973 году одержал победу на всесоюзном турнире в Москве (2,20), завоевал серебряную награду на чемпионате СССР в Москве, где с результатом в 2,12 метра уступил только Сергею Будалову.
В октябре 1976 года стал серебряным призёром на соревнованиях в Ялте, установив свой личный рекорд в прыжках в высоту на открытом стадионе — 2,21 метра.
В 1977 году на зимнем чемпионате СССР в Минске занял шестое место в зачёте прыжков в высоту и установил личный рекорд в помещении — 2,21 метра.